# Andrea Arnold
Andrea Arnold   (Dartford, 5 d'abril de 1961) és una cineasta i exactriu anglesa. Va guanyar un Oscar pel seu curtmetratge Wasp el 2005. Els seus llargmetratges inclouen Red Road (2006), Fish Tank (2009) i American Honey (2016), que han guanyat el Premi del Jurat al Festival de Canes. Arnold també ha dirigit quatre episodis de la sèrie Transparent d'Amazon Prime Video, així com els set episodis de la segona temporada de la sèrie d'HBO Big Little Lies. El seu documental Cow es va estrenar al Festival de Canes del 2021 i es va presentar al Festival de Cinema de Telluride del mateix any.
El juny de 2023, Arnold va començar a filmar el seu nou projecte Bird a Kent, amb Barry Keoghan en un paper protagonista.